# Токантинс (река)
Токантинс (порт. Rio Tocantins, „туканов кљун“ на језику тупи) је река у централном Бразилу. Тече од југа ка северу дужином од 2640 km. По овој реци је добила име бразилска држава Токантинс која је 1988. издвојена из државе Гојас.
Извире на југу државе Гојас, око 100 km западно од Бразилије. Највећа притока јој је река Арагваја која је на ушћу исте величине као Токантинс. Друге велике притоке су Марањао и Паранатинга. Улива се у реку Пара (јужни рукавац делте Амазона) код острва Маражо, близу обале Атлантика.
Тоцантинс је једна од највећих река бистре воде у Јужној Америци.

## Курс
Токантинс извире у планинском округу познатом као Пиренеј, западно од федералног округа, али његова западна притока, река Арагваја, има своје крајње јужне извориште на падинама Сера дос Кајапос. Арагваја тече 1.670 km пре свог ушћа у Токантин, којој је скоро једнака по запремини. Поред своје главне притоке, Рио дас Мортес, Арагваја има двадесет мањих огранака, који пружају много миља пловидбе кануом. Проналазећи пут до низије, често се пробија у водопаде и брзаке, или насилно вијуга кроз стеновите клисуре, све док, на месту око 160 km изнад свог споја са Токантинсом, не пробије свој пут преко стеновитог насипа дужине 20 km у хујећим слаповима.
Две друге притоке, зване Марањо и Паранатинга, сакупљају огромну количину воде са висоравни које их окружују, посебно на југу и југоистоку. Између ове последње и ушћа у Арагвају, Токантинс је повремено запречен стеновитим баријерама кроз које прелази скоро под правим углом.

## Фауна
Слив Токантинс (који укључује реку Арагваја) је дом неколико великих водених сисара као што су амазонски ламантин, арагвајски речни делфин и тукукси, и већих гмизаваца као што су црни кајман, обични кајман и жутопегава речна корњача.
Слив реке Токантинс има велико богатство рибљих врста, иако је релативно мало по стандардима слива Амазона. Регистровано је више од 350 врста риба, укључујући више од 175 ендемских. Породице најбогатије врстама су Characidae (тетре и сродници), Loricariidae (плеко сом и сродници) и Rivulidae (јужноамеричка морска риба). Иако је већина врста у суштини амазонског порекла, постоје и неке које показују везу са рекама Парана и Сао Франциско. Токантинс и ове две реке теку у различитим правцима, али све имају извор на Бразилској висоравни у региону где ниска вододелница омогућава извесну размену између њих. Постоји неколико врста риба које мигрирају дуж Токантина да се мресте, али то је ограничено бранама. Након изградње масивне бране Тукуруи, ток реке се променио. Неке врсте су биле штетно погођене и дошло је до значајног смањења богатства врста у деловима реке.
Крш Сао Доминга у горњем басену Токантинс је дом за необично велики број врста пећинских риба (више него било који други регион у Америци): Ancistrus cryptophthalmus, неколико врста Ituglanis, Pimelodella spelaea, Aspidoras mephisto, неописана врста Cetopsorhamdia и Eigenmannia vicentespelaea. Последња је једина позната риба нож прилагођена пећинама и једна од само два позната не-сома у пећинама јужноамеричког копна (друга је харацид Stygichthys typhlops).
У својим доњим токовима Токантин раздваја екорегион влажних шума Токантинс–Арагваја–Марањао на истоку од екорегиона влажних шума Ксингу–Токантинс–Арагваја на западу. Она делује као баријера која спречава ширење флоре и фауне између ових екорегија.

## Бране
Низводно од ушћа Арагваја, у држави Пара, река је некада имала много катаракта и брзака, али их је почетком 1980-их потопило вештачко језеро које је створила брана Тукуруи, једна од највећих на свету. Када је друга фаза пројекта Тукуруи завршена 30. новембра 2010. године, успостављен је систем преводница под називом Еклусас до Тукуруи са циљем да се дуг сегмент реке учини пловним.
Укупно има седам брана на реци (брана Сера да Меса, брана Кана Брава, брана Сао Салвадор, брана Пеиши Анжикал, брана Луиз Едуардо Магаљаес (Лажеадо), брана Естрејто и брана Тукуруи), од од којих су највеће Тукуруи и Сера да Меса.

## Геологија
Равне, широке долине, састављене од песка и глине, како Токантинса, тако и његовог огранка Арагваје, оивичене су стрмим литицама. То су рубови великих висоравни од пешчара, од 300 до 600 m (980 до 1.970 стопа) надморске висине, кроз које су реке еродирале своја дубока корита. Око ушћа Токантинса велика висораван нестаje, да би уступила место делу шумом прекривене, напола потопљене алувијалне равни, која се пружа далеко на североисток и запад. Река Пара, која се обично назива једним од ушћа Амазоније, само је доњи ток Токантинса. Ако било који део вода Амазона тече око јужне стране великог острва Маражо у реку Пара, то је само кроз вијугаве, природне канале, који ни у ком смислу нису изливни канали Амазона.

## Проток
Река Токантинс бележи средњу брзину протока од 13,598 m³/s и специфичну брзину од 14,4 L/s/km². Подсливови имају следеће специфичне стопе протока: Токантинс (11 L/s/km²), Арагваjа (16 L/s/km²), Пара (17 L/s/km²) и Гвама (21 L/s/km²).